# Ilsa, the Tigress of Siberia
Ilsa, the Tigress of Siberia és l'última pel·lícula de la saga anomenada Ilsa. Aquesta cinta ha estat traduïda a alguns idiomes com Ilsa i comparteix amb les altres pel·lícules la mateixa actriu protagonista (Dyanne Thorne), temàtica semblant i un cartell de presentació similar (la dona insinuant els seus grans pits, amb les cames entre obertes, un objecte a la mà i la mirada clavada en l'espectador). Per aquestes similituds hom la considera l'últim títol de la saga.

## Sinopsi
S'ambienta a Sibèria, al final de l'època de Stalin, en concret en 1953. Ilsa és la sàdica i viciosa directora del Gulag 14 en el qual es reeduca als presos al mateix temps que se¡ls atemoreix pel dia i a la nit es lliura a relacions lascives amb els seus subordinats. En el gulag els evadits són perseguits i assassinats a l'instant o portats al recinte filat i allí rematats o lliurats a la seva tigressa. A més es tortura als presos amb tècniques de reeducació, com aplicar-los descàrregues elèctriques quan responen erròniament.
Malgrat que les tortures tracten de ser esborronadores, la veritat és que resulten poc aterridores i fan l'efecte de quedar-se bastant més enrere del que havien de ser les tècniques de rentada de cervell soviètiques, fins i tot dècades després, quan la situació no era tan horrible segons denúncies d'organitzacions com Amnistia Internacional.
Les activitats al gulag acaben quan arriba la notícia de la mort de Stalin amb l'entrada d'un desconegut Nikita Khrusxov com a Secretari General del PCUS a l'URSS, la qual cosa obliga Ilsa i als seus a matar a tots els presoners, incendiar el camp i fugir del país per por de les represàlies. Encara que en la realitat va haver-hi canvis de polítics i restitucions d'alguns dirigents empresonats capritxosament pel dictador, aquests successos van ser més propis dels països del Pacte de Varsòvia que de la mateixa URSS.
D'aquí la pel·lícula fa un salt de 23 anys fins als Jocs Olímpics de Mont-real en 1976, on Ilsa regenta una cadena d'hotels i bordells de luxe i, per casualitats de la vida, es troba al presoner més resistent de tots els que va tenir sota el seu domini.

## Repartiment
- Dyanne Thorne: Ilsa
- Jean-Guy Latour : Gregory
- Michel-René Labelle
- Gilbert Beaumont
- Ray Landry
- Terry Haig
- Jacques Morin
- Henry Gamer
- Jorma Lindqvist
- Gil Viviano

## Polèmica sobre la seva valoració
Aquesta és l'única de les tres pel·lícules de la trilogia produïda al Canadà i amb Jean LaFleur com a director en lloc de Don Edmonds; d'altra banda reprodueix l'esquema bàsic de les narracions anteriors:
- Lloc tancat i dominat per Ilsa.
- Actes sàdics i també eròtics.
- Final amb escenes d'acció no excessivament ben resoltes.
- Escenes de sadisme especialment aconseguides.

Però referent a la narració i conducció de la història no existeix acord sobre la qualitat de la cinta. Per a alguns és la millor o almenys igual que les altres tres; altres fonts la puntuen per sota de l'aprovat i com la pitjor de la saga.
Novament, es veuen clares fallades en les escenes d'acció, el comando soviètic no sembla especialment ben entrenat ni resolt, i Ilsa fa més llàstima que menyspreo en el moment final del film. Com en el cas de la Hiena de l'harem el personatge continua viu, potser per a una possible quart lliurament. Així Anchor Bay Entertainment va voler comprar els drets d'aquesta pel·lícula quan es va realitzar la remasterització; però els propietaris no els van vendre.
La pel·lícula ha estat inclosa com un dels exemples de cinema gore en algunes recapitulacions sobre aquest.